# 徐懋曙
徐懋曙（1600年—？年），字复生，號映薇，室名樂孺堂，自署且朴斋主人，常州府宜兴县人。明朝末年政治人物，清初戏曲家。

## 生平
崇祯三年（1630年）庚午科順天府乡试舉人，四年（1631年）联捷辛未科进士。六年授工部都水司主事，与袁继咸一起任广东乡试主考官，七年加员外，管通惠河，八年升郎中，出知黄州府，旋调吉安府知府，十一年降级，贬任福建運同。后于崇祯十七年（1644年）历升宁波府知府，弘光元年（1645年）三月，奉父母归乡。五月，清军攻陷南京，遂隐居不出，卒于康熙年间（1670年前）。著有《且朴斋诗稿》。
清朝初，徐懋曙在家杜门隐居期间，组建家庭戏班，演员众多，技艺超群。徐懋曙以戏曲自娱，自己身兼导演、曲师和作家等数职。
其子徐炳燕，康熙十四年（1675年）举人。